# VALKYRIE
VALKYRIE（ヴァルキリー）は、日本の女子総合格闘技団体。2008年9月に開催された「CAGE FORCE 08」にて、CAGE FORCEを運営するGCMコミュニケーション主催でケージ（金網）を使用する女子総合格闘技興行として旗揚げ。
活動を停止した女子総合格闘技団体スマックガールの出場選手であった茂木康子がプロデューサーに就任し、スマックガールのスタッフも参加。同年11月8日に旗揚げ興行「VALKYRIE 01 CAGE FORCE-EX」を「CAGE FORCE EX -eastern bound-」との2部構成として開催。
2010年11月28日に開催した「VALKYRIE 08」を最後に活動停止。VALKYRIE出場選手は2011年5月14日に開催された「JEWELS 13th RING」からJEWELSの興行に出場するようになり、茂木は12月17日の「JEWELS 17th RING」からJEWELSのプロデューサーに就任した。

## ルール
ヴァルキリールール (VR)
3分3ラウンド。パウンドあり。CAGE FORCEルールに準ずる。
ノーヴィスルール (NR)
3分2ラウンド。パウンドなし。
ヴァルキリーアマチュアルール
3分2ラウンド。ヘッドギア着用。グラウンドでの打撃なし。

## 階級
- 無差別級
- ウェルター級 - 61.2kg
- ライト級 - 56.7kg
- フェザー級 - 52.2kg
- バンタム級 - 48.5kg
- フライ級 - 45.4kg

## 主な出場選手
- 茂木康子 - VALKYRIEプロデューサー
- 玉田育子 - 初代フライ級女王
- 辻結花 - 初代フェザー級女王
- V一 - 第2代フェザー級女王
- 中井りん - 初代無差別級女王
- ♂ha@THE♀
- WINDY智美
- 大室奈緒子
- 北村ヒロコ
- SACHI
- 杉内由紀
- 関友紀子
- 高林恭子
- 瀧本美咲
- 端貴代
- 藤野恵実
- 藪下めぐみ
- 吉田正子
- ロクサン・モダフェリ

## 大会一覧
| 大会名                    | 開催年月日     | 会場         | 開催地       |
| ------------------------- | -------------- | ------------ | ------------ |
| VALKYRIE 08               | 2010年11月28日 | ディファ有明 | 東京都江東区 |
| VALKYRIE 07               | 2010年9月26日  | ディファ有明 | 東京都江東区 |
| VALKYRIE 06               | 2010年6月19日  | ディファ有明 | 東京都江東区 |
| VALKYRIE 05               | 2010年4月11日  | ディファ有明 | 東京都江東区 |
| VALKYRIE 04               | 2010年2月11日  | ディファ有明 | 東京都江東区 |
| VALKYRIE 03               | 2009年10月24日 | ディファ有明 | 東京都江東区 |
| CAGE FORCE & Valkyrie     | 2009年7月12日  | ディファ有明 | 東京都江東区 |
| VALKYRIE 02               | 2009年4月25日  | ディファ有明 | 東京都江東区 |
| VALKYRIE 01 CAGE FORCE-EX | 2008年11月8日  | ディファ有明 | 東京都江東区 |